# 金永峻
金 永俊（キム・ヨンジュン、김영준、1983年7月19日 - ）は朝鮮民主主義人民共和国出身のサッカー選手、サッカー指導者。現役時代のポジションはミッドフィルダー(MF)。

## 来歴
2005年の東アジア選手権の日本戦でゴールを決め、2006年のアジア大会でも日本戦での決勝ゴールで北朝鮮をベスト8に導いた。2010 FIFAワールドカップにも出場。
2006年から中国リーグに渡り、延辺FC、成都謝菲聯でプレイ。当時の関係者証言によれば、とてもルールに厳格で礼儀正しく、給与は殆ど北朝鮮サッカー協会に上納。臨時ボーナスなども受け取りを拒否していたとされる。
2012年に現役を引退。引退後は平壌市体育団男子サッカー監督を務めた後、U-16/U-17/U-23の北朝鮮代表監督を歴任したとされる。2018年12月に北朝鮮代表監督への就任が公表されたが、実際には同年9月に監督に就任し、11月に行われた第8回EAFF E-1サッカー選手権・予選2次ラウンドから指揮を執っている。

## 所属クラブ
- 2002-2006  平壌市体育団
- 2006-2007  延辺FC
- 2008  成都謝菲聯
- 2009-2012  平壌市体育団

## 代表歴

### 出場大会
- 北朝鮮代表
  - 2010 FIFAワールドカップ

### 試合数
- 国際Aマッチ 63試合 8得点（2001年-2011年）[5]

| 北朝鮮代表 | 国際Aマッチ | 国際Aマッチ |
| 年         | 出場        | 得点        |
| ---------- | ----------- | ----------- |
| 2001       | 1           | 0           |
| 2002       | 4           | 1           |
| 2003       | 8           | 1           |
| 2004       | 5           | 0           |
| 2005       | 14          | 5           |
| 2006       | 0           | 0           |
| 2007       | 0           | 0           |
| 2008       | 14          | 0           |
| 2009       | 9           | 1           |
| 2010       | 7           | 0           |
| 2011       | 1           | 0           |
| 通算       | 63          | 8           |

## 外部サイト
- 金永峻 - National-Football-Teams.com (英語)
- 金永峻 - FootballDatabase.eu (英語)
- 金永峻 - WorldFootball.net (英語)
- 金永峻 - Transfermarkt.comによる選手データ (英語)
- 金永峻 - Transfermarkt.comによる指導者データ (英語)
- 金永峻 - FIFA主催大会成績 (英語)